# 円山 (小惑星)
円山（まるやま、5147 Maruyama）は小惑星帯の小惑星である。北海道の上田清二と金田宏が発見した。
札幌市の円山に因んで名付けられた。